# Museu d'Art a l'aire lliure de Pedvale
El Museu d'Art a l'aire lliure de Pedvale (en letó:Pedavales Brivdabas makslas muzejs), és un Monument Històric Estatal a prop de Sabile, al municipi de Talsi, Letònia. El museu va compartir el 1999 el premi de la UNESCO a la preservació i desenvolupament del paisatge cultural.

## Història
Va ser fundat el 1991 per l'escultor Ojārs Feldbergs com a escenari d'art ambiental. El museu està situat en el paisatge cultural que forma la Vall de l'Abava. Compta amb una col·lecció permanent de més de 150 escultures en un espai a l'aire lliure d'unes 100 hectàrees, on es realitzen a més a més concerts, conferències, perfomances o exposicions temporals. Existeix un Symposio internacional anual on acudeixen diversos artistes per treballar i deixar la seva obra al museu.